# Перевёрнутый лебедь
«Перевёрнутый ле́бедь» (англ. Inverted Swan) — четырёхпенсовая стандартная почтовая марка, отпечатанная в 1855 году в британской колонии Западная Австралия, одна из первых в мире марок-перевёрток. Технически является перевёрткой рамки.

## Первые марки Западной Австралии
В 1854 году Западная Австралия выпустила свои первые марки с изображением эмблемы колонии — чёрного лебедя, украшавшего все марки Западной Австралии до 1902 года. Марка чёрного цвета номиналом 1 пенни была выгравирована в Англии на фирме «Перкинс Бэкон», а другие номиналы, включая синий четырёхпенсовик, изготовил Гораций Самсон (Horace Samson) в городе Перте литографическим способом и с разными рамками вокруг рисунка лебедя для каждого номинала.

## Ошибка печати
В январе 1855 года понадобилось допечатать марки номиналом 4 пенса. Когда Альфред Хиллман (Alfred Hillman) извлёк со склада печатную форму, то обнаружил, что две рамки были повреждены, поэтому ему пришлось сделать их заново. Одна из заменённых рамок оказалась слегка наклонённой, а другая случайно была сделана вверх ногами.
Клише из 60 марок было скопировано четырежды для изготовления печатной формы и было отпечатано 97 листов, прежде чем Хиллман заметил ошибку и исправил её. Таким образом, всего было напечатано 388 экземпляров с ошибкой.
В течение нескольких лет никто не замечал ошибки и не сообщал о ней. Уцелело всего лишь 15 целых марок и часть марки в сцепке из трёх штук. Непогашенные экземпляры неизвестны. Один экземпляр марки был найден в Ирландии в 1860-е годы, приобретён герцогом Лейнстерским и завещан им Ирландии в 1897 году. Он выставлен в одном из музеев Дублина. Другие экземпляры находятся в Англии в Королевской коллекции, в коллекции Таплинга Британского музея, а также в музеях Сиднея и Перта и в частных коллекциях.

## Филателистическая ценность
Цены на марку варьировали. Одна марка на аукционе в 1980 году ушла за 80 тысяч долларов США, другая — за 37,5 тысяч долларов в 1983 году.